# アンブロージア (バンド)
アンブロージア（Ambrosia）は、1970年代前半に結成されたアメリカ合衆国ロサンゼルス出身のバンドである。

## 来歴
1970年代に、ロサンゼルスで唯一のプログレッシブ・ロックを主体としたバンドとして結成。年を追うごとにソフトな都会的サウンドを取り入れて、AORのファンに支持される。1980年にリリースされたアルバム『ワン・エイティ (真夜中の晩餐会)』の収録曲であるAORナンバー「ビゲスト・パート・オブ・ミー（Biggest Part of Me）」はソウルフルな曲調も受けてBillboarad Hot 100にて3位、アダルト・コンテンポラリーチャートでも3位を記録、男性コーラスグループのTAKE 6によってもカバーされた。歌唱力、コーラスの完成度も高いことで人気である。
全盛期にはデイヴィッド・パック（David Pack）が在籍していた。

## メンバー

### 現在のメンバー
- ジョー・プエルタ (Joe Puerta) - ベース、ボーカル、ギター (1970年-1982年、1989年– )
- バーリー・ドラモンド (Burleigh Drummond) - ドラム、ボーカル、パーカッション、バスーン (1970年-1982年、1989年– )
- クリス・ノース (Christopher North) - キーボード、バック・ボーカル (1970年-1977年、1978年-1982年、1989年- )
- ダグ・ジャクソン (Doug Jackson) - ギター、バック・ボーカル (2000年– )
- ケン・ステイシー (Ken Stacey) - ボーカル、パーカッション、ギター (2005年-2009年、2014年– )
- メアリー・ハリス (Mary Harris) - キーボード、バック・ボーカル (2012年– )

### 旧メンバー
- デイヴィッド・パック (David Pack) - ギター、ボーカル、キーボード (1970年-1982年、1989年-2000年)
- デイヴィッド・C・ルイス (David C. Lewis) - キーボード (1978年-1982年、2005年-2009年)
- ロイス・ジョーンズ (Royce Jones) - ボーカル、パーカッション (1978年-1982年)
- ブルース・ホーンズビー (Bruce Hornsby) - キーボード、バック・ボーカル (1982年)
- クリフ・ウーリー (Cliff Woolley) - ギター (1980年)
- トラク・オーレスタッド (Tollak Ollestad) - ボーカル、キーボード、ハーモニカ (1989年-2004年)
- シェム・フォン・シュローエック (Shem von Schroeck) - ボーカル、パーカッション、ギター、ベース (1989年-2003年、2005年-2009年)
- リック・カウリング (Rick Cowling) - ボーカル、キーボード、ギター (2009年-2013年)
- ロバート・ベリー (Robert Berry) - ボーカル、ギター (2004年-2005年)

## ディスコグラフィ

### スタジオ・アルバム
- 『アンブロージア』 - Ambrosia (1975年)
- 『ピラミッドの伝説』 - Somewhere I've Never Travelled (1976年)
- 『遥かなるロスの灯』 - Life Beyond L.A. (1978年)
- 『ワン・エイティ (真夜中の晩餐会)』 - One Eighty (1980年)
- 『ロード・アイランド』 - Road Island (1982年)